# 弗兰基·莱恩
弗兰基·莱恩（Frankie Laine ，1913年3月30日—2007年2月6日）是一位美国歌手、词曲作者和演员。许多西部电影諸如龍虎雙俠和閃亮的馬鞍中有歌曲就是由弗兰基·莱恩所唱。